# Olympia's Tour
L'Olympia’s Tour és una competició ciclista que es disputa anualment als Països Baixos. Històricament ha estat una cursa disputada per ciclistes amateurs, i actualment està destinada a la categoria sots-23. S'hi han consagrat joves talents com Thomas Dekker, Stef Clement o Lars Boom.
La primera edició es disputà el 1909, i va ser guanyada per Chris Kalkman, però no serà fins al 1955 quan la cursa es consolidi en el calendari. Des d'aquell any la cursa s'ha disputat sempre a excepció de les edicions del 2001 i del 2020 i 2021. Jetse Bol, amb tres victòries, és el ciclista que més vegades ha guanyat la cursa.

## Palmarès
| Any       | Vencedor                            | Segon                               | Tercer                              |
| --------- | ----------------------------------- | ----------------------------------- | ----------------------------------- |
| 1909      | Chris Kalkman                       | Gérard van Staveren                 | Marinus Gooy · Bertus Mulckhuyse    |
| 1910      | Adrie Bellersen                     | Gérard Franssen                     | Henk Tamse                          |
| 1911-26   | no disputat                         |                                     |                                     |
| 1927      | Rudolf Wolke                        | Adrianus Braspennincx               | Alfred Ebeling                      |
| 1928-54   | no disputat                         |                                     |                                     |
| 1955      | Piet Kooijman                       | Krijn Post                          | Michel Stolker                      |
| 1956      | Kees van der Zande                  | Leo van der Brand                   | Jan van Vliet                       |
| 1957      | Adrie Roks                          | Jaap Huissoon                       | Schalk Verhoef                      |
| 1958      | Ab van Egmond                       | Piet Steenvoorden                   | Ben Teunisse                        |
| 1959      | Huub Zilverberg                     | Joop van der Putten                 | Antoon van der Steen                |
| 1960      | Gerard Wesseling                    | Nico Walravens                      | Alfons Steuten                      |
| 1961      | Mik Snijder                         | Henk Nijdam                         | Jaap de Waard                       |
| 1962      | Henk Nijdam                         | Arie den Hartog                     | Jan Janssen                         |
| 1963      | Jos Dries                           | Julien Stevens                      | Arie den Hartog                     |
| 1964      | Cor Schuuring                       | Jos van der Vleuten                 | Harry Steevens                      |
| 1965      | Harry Steevens                      | Dignus Kosten                       | Henk Peters                         |
| 1966      | Jan van der Horst                   | Peter Heijnig                       | Jörgen Hansen                       |
| 1967      | Cees Zoontjes                       | Rini Wagtmans                       | Jan Bols                            |
| 1968      | Leen de Groot                       | Nanno Bakker                        | Frits Hoogerheide                   |
| 1969      | Peter Legierse                      | Piet van der Kruijs                 | Jan Aling                           |
| 1970      | Frits Schur                         | Jo van Pol                          | Matthijs de Koning                  |
| 1971      | Cees Priem                          | Jan Aling                           | Fedor den Hertog                    |
| 1972      | Frits Schur                         | Jan Spetgens                        | Piet van Katwijk                    |
| 1973      | Fedor den Hertog                    | Aad van den Hoek                    | Wim de Waal                         |
| 1974      | Roy Schuiten                        | Ad Dekkers                          | Aad van den Hoek                    |
| 1975      | Hans Langerijs                      | André Gevers                        | Frits Schur                         |
| 1976      | Léo van Vliet                       | Arie Hassink                        | Fons van Katwijk                    |
| 1977      | Arie Hassink                        | Jos Lammertink                      | Ad Prinsen                          |
| 1978      | Arie Hassink                        | Jan van Houwelingen                 | Bert Oosterbosch                    |
| 1979      | Jos Lammertink                      | Ad Wijnands                         | Jan Jonkers                         |
| 1980      | Oleg Logvin                         | Vjačeslav Dedenov                   | Aavo Pikkuus                        |
| 1981      | Gerard Schipper                     | Gerrit Solleveld                    | Aleksandr Krasnov                   |
| 1982      | Gerrit Solleveld                    | Aleksandr Krasnov                   | Viktor Manakov                      |
| 1983      | Mario Hernig                        | Gérard Schipper                     | Carsten Wolf                        |
| 1984      | Assiat Saítov                       | Falk Boden                          | Erik Breukink                       |
| 1985      | John Talen                          | Peter Stevenhaagen                  | Arjan Jagt                          |
| 1986      | Bernd Dittert                       | John Talen                          | Rob Harmeling                       |
| 1987      | Jos Bol                             | Eddy Schurer                        | Patrick Bol                         |
| 1988      | Dirk Meier                          | Carsten Wolf                        | Louis de Koning                     |
| 1989      | Thomas Liese                        | Maarten den Bakker                  | Pierre Duin                         |
| 1990      | Wilco Zuyderwijk                    | Remco Startman                      | Thomas Liese                        |
| 1991      | Anton Tak                           | Erik Dekker                         | Servais Knaven                      |
| 1992      | Servais Knaven                      | Léon van Bon                        | Edwin Ophof                         |
| 1993      | Servais Knaven                      | Marcel van der Vliet                | Antoine Goense                      |
| 1994      | Henk Vogels                         | Godert de Leeuw                     | Gianfranco Contri                   |
| 1995      | Danny Nelissen                      | Hans van Dijk                       | Tristan Priem                       |
| 1996      | Cristiano Citton                    | Peter Rogers                        | Gianfranco Contri                   |
| 1997      | Remco van der Ven                   | John van den Akker                  | Cristiano Citton                    |
| 1998      | Matthé Pronk                        | Marcel Duijn                        | Renger Ypenburg                     |
| 1999      | Marcel Duijn                        | Mathew Hayman                       | Coen Boerman                        |
| 2000      | Jan van Velzen                      | Tom Hoedemakers                     | Joost Legtenberg                    |
| 2001      | no disputat                         |                                     |                                     |
| 2002      | Mart Louwers                        | Sean Sullivan                       | Jens Mouris                         |
| 2003      | Joost Posthuma                      | Yoeri Beyens                        | Koen de Kort                        |
| 2004      | Thomas Dekker                       | Rory Sutherland                     | Bas Giling                          |
| 2005      | Stef Clement                        | Marvin van der Pluijm               | Gediminas Bagdonas                  |
| 2006      | Tom Veelers                         | Jacob Moe Rasmussen                 | Rick Flens                          |
| 2007      | Thomas Berkhout                     | Martijn Maaskant                    | Tom Veelers                         |
| 2008      | Lars Boom                           | Lieuwe Westra                       | Johnny Hoogerland                   |
| 2009      | Jetse Bol                           | Joost van Leijen                    | Tejay van Garderen                  |
| 2010      | Taylor Phinney                      | Coen Vermeltfoort                   | Jesse Sergent                       |
| 2011      | Jetse Bol                           | Jack Bauer                          | Tom Dumoulin                        |
| 2012      | Dylan van Baarle                    | Michael Freiberg                    | Christoph Pfingsten                 |
| 2013      | Dylan van Baarle                    | Peter Koning                        | Arno van der Zwet                   |
| 2014      | Berden de Vries                     | Wim Stroetinga                      | Jesper Asselman                     |
| 2015      | Jetse Bol                           | Bob Schoonbroodt                    | Nathan Van Hooydonck                |
| 2016      | Cees Bol                            | Pàvel Sivakov                       | Hartthijs de Vries                  |
| 2017      | Pascal Eenkhoorn                    | Pàvel Sivakov                       | Stan Dewulf                         |
| 2018      | Julius Johansen                     | Marten Kooistra                     | Lars Van Den Berg                   |
| 2019      | Sander De Pestel                    | Jason van Dalen                     | Stan Van Tricht                     |
| 2020-2021 | suspesa per la pandèmia de COVID-19 | suspesa per la pandèmia de COVID-19 | suspesa per la pandèmia de COVID-19 |
| 2022      | Maikel Zijlaard                     | Bert-Jan Lindeman                   | Joren Bloem                         |
| 2023      | Mathias Bregnhøj                    | Liam Slock                          | Jesse Kramer                        |
| 2024      | Tim Torn Teutenberg                 | Rasmus Søjberg Pedersen             | Jelte Krijnsen                      |
| 2025      | Antoine L'Hote                      | Timo de Jong                        | Axel van der Tuuk                   |